# Enterobacteriàcies
Les enterobacteriàcies (Enterobacteriaceae) són una família de bacteris gram-negatius que conté més de 30 gèneres i més d'un centenar d'espècies que poden tenir morfologia de bacils o cocs. Són anaerobis facultatius i oxidasa negatius. Els Enterobacteriaceae són fermentadors de carbohidrats en condicions anaeròbiques i oxidadors d'una àmplia gamma de substrats en condicions aeròbiques. Molts gèneres tenen un flagel que els serveix per desplaçar-se, tot i que alguns gèneres, pocs, no són mòbils. No formen espores i són catalasa positius. Els membres d'aquesta família formen part de la microbiota del tracte digestiu de l'home i d'altres animals. Algunes espècies poden viure a terra, en plantes o animals aquàtics. Enterobacteriaceae inclou alguns gèneres com Enterobacter o Escherichia dins els quals s'hi trobenpatògens per a l'home com Escherichia coli i Salmonella, i per a les plantes com Erwinia.

## Gèneres
- Alishewanella
- Alterococcus
- Aquamonas
- Aranicola
- Arsenophonus
- Azotivirga
- Blochmannia
- Brenneria
- Buchnera
- Budvicia
- Buttiauxella
- Cedecea
- Citrobacter
- Dickeya
- Edwardsiella
- Enterobacter
- Erwinia, p. ex. Erwinia amylovora
- Escherichia, p. ex. Escherichia coli
- Ewingella
- Grimontella
- Hafnia
- Klebsiella, p. ex. Klebsiella pneumoniae
- Kluyvera
- Leclercia
- Leminorella
- Moellerella
- Morganella
- Obesumbacterium
- Pantoea
- Pectobacterium
- Candidatus Phlomobacter
  - Photorhabdus
  - Plesiomonas, p. ex. Plesiomonas shigelloides
  - Pragia
  - Proteus, p. ex. Proteus vulgaris
  - Providencia
  - Rahnella
  - Raoultella
  - Salmonella
  - Samsonia
  - Serratia, p. ex. Serratia marcescens
  - Shigella
  - Sodalis
  - Tatumella
  - Trabulsiella
  - Wigglesworthia
  - Xenorhabdus
  - Yersinia, p. ex. Yersinia pestis
  - Yokenella

1. ↑  «Bacilos gramnegativos entéricos (Enterobacteriaceae)» (en castellà). [Consulta: 16 novembre 2024].